# Bisakodyl
Bisakodyl (łac. Bisacodylum) – organiczny związek chemiczny, preparat przeczyszczający stosowany do działania w jelicie grubym dla wzmożenia wydzielania śluzu i przyspieszenia ruchu robaczkowego wywołującego wypróżnienie. Nie wchłania się bezpośrednio z jelita cienkiego. Po jego zastosowaniu konsystencja stolca jest miękka.

## Wskazania
Używanie preparatu nie podrażnia błony śluzowej, nawet gdy jest on dłużej używany. Wskazany jest w zaparciach na różnym tle. Stosuje się go w celu opróżnienia jelita przed badaniami rektoskopowymi oraz radiologicznymi, a także przed wykonaniem zabiegu chirurgicznego w odnośnej okolicy.
Wypróżnienie następuje po upływie 4 do 10 godzin od przyjęcia środka doustnie, natomiast w przypadku podania go doodbytniczo czas potrzebny do jego zadziałania jest o wiele krótszy i wynosi około jednej godziny.

## Przeciwwskazania
Środek ten nie może być stosowany u osób chorych na zespół ostrego brzucha, gdy występuje ostre zapalenie jelita prostego (czyli odbytnicy) oraz gdy pacjent ma żylaki odbytu, szczególnie w stanie zapalnym.

## Preparaty
W Polsce dostępne w handlu są Bisacodyl i Dulcobis (tabletki lub czopki).